# جوسيه ليتاو دي باروس
خوسيه دي باروس (بالبرتغالية: José Leitão de Barros‏) José de Barros 1896 – 1967 مخرج سينمائي وكاتب مسرحي برتغالي. من أشهر أفلامه Maria do Mar سنة 1930، وكذلك فيلم A Severa سنة 1931 وهو أول فيلم برتغالي ناطق. وأخرج كذلك فيلما تسجيليا عن الشاعر البرتغالي الوطني الشهير كامويس سنة 1946.
ولد ومات في لشبونة.

## روابط خارجية
- جوسيه ليتاو دي باروس على موقع IMDb (الإنجليزية)
- جوسيه ليتاو دي باروس على موقع ألو سيني (الفرنسية)
- جوسيه ليتاو دي باروس على موقع أول موفي (الإنجليزية)
- جوسيه ليتاو دي باروس على موقع قاعدة بيانات الأفلام السويدية (السويدية)
- جوسيه ليتاو دي باروس على موقع قاعدة بيانات الفيلم (الإنجليزية)
- جوسيه ليتاو دي باروس على موقع كينوبويسك (الروسية)